# Mathias Waneux
 (décembre 2024).
 (décembre 2024).
Si vous disposez d'ouvrages ou d'articles de référence ou si vous connaissez des sites web de qualité traitant du thème abordé ici, merci de compléter l'article en donnant les références utiles à sa vérifiabilité et en les liant à la section « Notes et références ».
Mathias Waneux est un homme politique français indépendantiste kanak, né dans la tribu de Wadrilla sur l'île d'Ouvéa, en Nouvelle-Calédonie. Membre de l'Union calédonienne (UC), composante du Front de libération nationale kanak et socialiste (FLNKS), il a été élu président de l'Assemblée de la Province des îles Loyauté le 27 décembre 2024, l'élection ayant eu lieu à la suite de la destitution de Jacques Lalié en fin d'année 2024. Il siège également au Congrès de la Nouvelle-Calédonie depuis 2014 et a présidé le conseil d'administration de la Société d'investissement et de développement des îles Loyauté (SODIL) de 2014 à 2019.

## Parcours avant la politique
Originaire de la tribu de Wadrilla, où se trouvent les tombes des dix-neuf preneurs d'otage indépendantistes tués lors de l'assaut de la grotte de Gossanah le 4 mai 1988, Mathias Waneux s'est engagé dans les actions mémorielles liées à cet événement. Il a d'ailleurs joué le rôle du chef de cette tribu dans le film L'Ordre et la Morale de Mathieu Kassovitz qui met en scène en 2011 cet épisode douloureux de l'histoire néo-calédonienne. Il s'est aussi opposé en 1995 au président de l'Assemblée de la Province des îles Loyauté de l'époque, le Maréen Nidoïsh Naisseline, au sujet de l'installation d'une antenne provinciale sur l'île d'Ouvéa.

## Carrière politique
Avant son élection à la présidence de la province des Îles, Mathias Waneux a été élu en tant que conseiller provincial en 2009 puis aussi au Congrès en 2014 et a joué un rôle actif dans la politique locale. Président de la Société d'investissement et de développement des îles Loyauté (SODIL) de 2014 à 2019, qui gère les investissements et participations financières de cette Province, il a notamment contribué au développement d'une huilerie à Ouvéa ou encore à la réfection du wharf de cette île, deux équipements présents dans sa tribu de Wadrilla. Il contribue également à certains projets structurants, tout particulièrement en matière de l'habitat social. Il a succédé à Jacques Lalié, dont il avait déjà auparavant critiqué la gestion et qui a été démis de ses fonctions en raison d'une condamnation pour favoritisme, entraînant une inéligibilité de deux ans. En tant que seul candidat lors de l'élection, Mathias Waneux a obtenu 13 voix sur 14.

## Priorités et défis
Dès son élection, Mathias Waneux a mis l'accent sur le redressement des finances provinciales, confrontées à une dette importante et à des difficultés budgétaires accentuées par les conséquences des émeutes de mai 2024. Il a également plaidé pour une gouvernance plus collaborative, en rupture avec le style de leadership jugé plus vertical de son prédécesseur.

## Équipe dirigeante
Les vice-présidents élus par l'Assemblée provinciale pour l'accompagner dans ses fonctions sont :
- Néko Hnepeune, lui-même ancien président de la Province de 2004 à 2019 et militant également de l'UC-FLNKS, est devenu premier vice-président ;
- Walisaune Wahetra, élue du Parti de libération kanak (Palika) et de l'Union nationale pour l'indépendance (UNI), autre composante historique du FLNKS, est deuxième vice-présidente ;
- Charles Yeiwéné, de l'UC-FLNKS, est élu troisième vice-président.

## Contexte électoral
L'élection de Mathias Waneux s'inscrit dans un contexte politique où l'UC-FLNKS occupe une place prépondérante depuis les élections provinciales de 2019, ayant recueilli 37 % des suffrages. Son élection marque un moment historique pour Ouvéa, puisqu'il est le premier natif de cette île à obtenir la présidence provinciale.

## Défis
Mathias Waneux entame sa présidence avec des défis majeurs, notamment en matière de gestion financière et de gouvernance.